# Dendrobium steinii
Dendrobium steinii är en orkidéart som beskrevs av Johannes Jacobus Smith. Dendrobium steinii ingår i släktet Dendrobium, och familjen orkidéer. Inga underarter finns listade i Catalogue of Life.